# Hariyalapura, Heggadadevankote
Hariyalapura là một làng thuộc tehsil Heggadadevankote, huyện Mysore, bang Karnataka, Ấn Độ.